# Madisyn Shipman

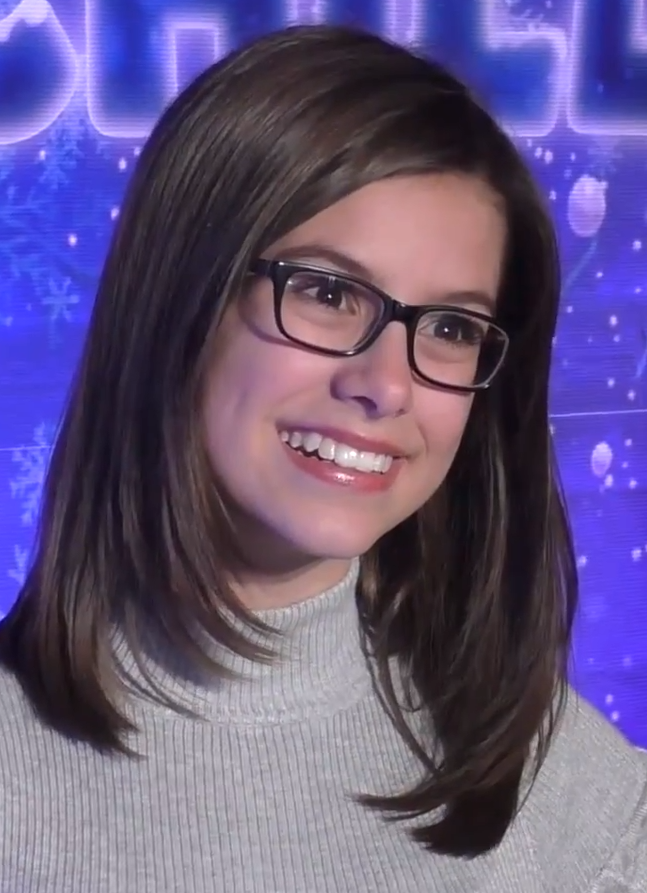
Madisyn Shipman, 2016

Madisyn Shipman (* 20. November 2002 in Kings Mountain, North Carolina) ist eine US-amerikanische Schauspielerin.

## Leben
Madisyn Shipman stammt aus Kings Mountain, North Carolina. Im Alter von fünf Jahren kam sie zu einer Talenteagentur. Im Februar 2010 trat sie als Siebenjährige im Broadway-Musical Enron auf. Von 2015 bis 2019 verkörperte sie in der von Dan Schneider produzierten Fernsehserie Game Shakers – Jetzt geht’s App die Hauptrolle der Kenzie, die zusammen mit ihrer besten Freundin Babe (Cree Cicchino) eine Spielefirma gründet. In dieser Rolle war sie 2017 auch in einem Crossover mit der Serie Henry Danger zu sehen.
Shipman ist auch Songschreiberin und spielt Gitarre.

## Filmografie
- 2009–2011: Saturday Night Live (3 Folgen, verschiedene Rollen)
- 2010: Sesamstraße (Sesame Street, Fernsehserie, Folge 41x23 Zoe Loves Rocco)
- 2012: Modern Love (Fernsehfilm)
- 2015: Die Peanuts – Der Film (The Peanuts Movie, Stimme von Violet)
- 2015: Nickelodeons Superstars Superweihnachten (Nickelodeon’s Ho Ho Holiday Special, Fernsehfilm)
- 2015–2017: Whisker Haven Tales with the Palace Pets (Fernsehserie, 6 Folgen, Stimme von Blossom)
- 2015–2019: Game Shakers – Jetzt geht’s App (Game Shakers, Fernsehserie, 61 Folgen)
- 2016: Ordinary World
- 2017: Henry Danger (Fernsehserie, Folge 4x04 Danger Games)
- seit 2019: Red Ruby (Fernsehserie)